# ギヴ・アウト・バット・ドント・ギヴ・アップ
『ギヴ･アウト･バット･ドント･ギヴ･アップ』(Give out But Don't Give Up) は、イギリスのロックバンド、プライマル・スクリームが1994年に発表したアルバム。

## 解説
アメリカのテネシー州メンフィスとカリフォルニア州ハリウッドでレコーディングが行われ、音楽的にも、アメリカン・ロックやファンクを取り入れた内容となった。
大部分の楽曲はトム・ダウドがプロデュースを担当。ジョージ・クリントンが一部楽曲のリミックス・プロデューサーとしてクレジットされ、クリントンは更に、「ファンキー・ジャム」「ギヴ・アウト・バット・ドント・ギヴ・アップ」の2曲でボーカルも担当した。他にトム・ペティ&ザ・ハートブレイカーズのキーボーディストとして知られるベンモント・テンチ等も参加している。
先行シングルの「ロックス」は、全英7位を記録した。

## 収録曲
| #   | タイトル                                                                   | 作詞・作曲                          | 時間 |
| --- | -------------------------------------------------------------------------- | ----------------------------------- | ---- |
| 1.  | 「ジェイルバード」(Jailbird)                                               |                                     | 3:46 |
| 2.  | 「ロックス」(Rocks)                                                        |                                     | 3:37 |
| 3.  | 「クライ・マイセルフ・ブラインド」(Cry Myself Blind)                       |                                     | 4:30 |
| 4.  | 「ファンキー・ジャム」(Funky Jam)                                          |                                     | 5:24 |
| 5.  | 「ビッグ・ジェット・プレーン」(Big Jet Plane)                              |                                     | 4:15 |
| 6.  | 「フリー」(Free)                                                           |                                     | 5:30 |
| 7.  | 「コール・オン・ミー」(Call on me)                                         |                                     | 3:50 |
| 8.  | 「ストラッティン」(Struttin')                                              |                                     | 8:29 |
| 9.  | 「サッド・アンド・ブルー」(Sad and Blue)                                   |                                     | 3:27 |
| 10. | 「ギヴ・アウト・バット・ドント・ギヴ・アップ」(Give Out but Don't Give Up) | クリントン/ギレスピー/イネス/ヤング | 6:16 |
| 11. | 「アイル・ビー・ゼア・フォー・ユー」(I'll Be There for You)                |                                     | 6:34 |
| 12. | 「Everybody Needs Somebody」(隠しトラック)                                 |                                     |      |

## 参加ミュージシャン
| バンド - ボビー・ギレスピー - ボーカル - アンドリュー・イネス - ギター - ロバート・ヤング - ギター - マーティン・ダフィ - キーボード - ヘンリー・オルセン - ベース - トビー・トマノフ - ドラムス | ゲスト - デニス・ジョンソン - ボーカル - ジョージ・クリントン - ボーカル - ジャッキー・ジョンソン - ボーカル - スーザン・マーシャル - ボーカル - ジム・ディッキンソン - キーボード - アンプ・フィドラー - キーボード - ベンモント・テンチ - キーボード - ジョージ・ドラクリアス - ベース、ドラムス - マルコ・ネルソン - ベース - デヴィッド・フッド - ベース - ロジャー・ホーキンス - ドラムス - トニー・ブロック - ドラムス - グレッグ・モロー - パーカッション - デヴィッド・ミニック - パーカッション - チャーリー・ジェイコブス - ハーモニカ - メンフィス・ホーンズ - ホーン |